# Lepthyphantes agnellus
Lepthyphantes agnellus är en spindelart som beskrevs av Maurer och Thaler 1988. Lepthyphantes agnellus ingår i släktet Lepthyphantes och familjen täckvävarspindlar. Inga underarter finns listade i Catalogue of Life.